# GP Oetingen
De GP Oetingen is een eendaagse wielerkoers voor vrouwen. De wedstrijd wordt gehouden in het Pajottenland in de Belgische provincie Vlaams-Brabant met Oetingen als start- en finishplaats. In de naam staat "GP" niet voor Grote Prijs, maar voor Gooikse Pijl Oetingen; de wedstrijd kan dan ook gezien worden als de vrouwenversie van de Gooikse Pijl.
De eerste editie van de wedstrijd, met een 1.2 UCI-klassering, was in 2021 en werd gewonnen door de Italiaanse Elisa Balsamo. In 2022 kreeg de koers een 1.1 klassering en ging de zege naar de Nederlandse Lorena Wiebes. De editie van 2023 werd uitgesteld van 8 maart naar 19 augustus vanwege sneeuwval. In 2024 won Wiebes de wedstrijd voor de tweede maal.

## Podia
| Jaar | Afstand  | Winnares       | 2e               | 3e                        |
| ---- | -------- | -------------- | ---------------- | ------------------------- |
| 2021 | 117,6 km | Elisa Balsamo  | Jolien D'hoore   | Marianne Vos              |
| 2022 | 130,0 km | Lorena Wiebes  | Chiara Consonni  | Maria Giulia Confalonieri |
| 2023 | 119,1 km | Simone Boilard | Evy Kuijpers     | Maaike Boogaard           |
| 2024 | 119,3 km | Lorena Wiebes  | Thalita de Jong  | Josie Nelson              |
| 2025 | 127,9 km | Julie De Wilde | Sofia Bertizzolo | Chiara Consonni           |

### Overwinningen per land
| Overwinningen | Land                   |
| ------------- | ---------------------- |
| 2             | Nederland              |
| 1             | Canada, België, Italië |

2021 · 
2022 · 
2023 · 
2024 · 
2025
Schwalbe Women's One Day Classic · 
Ronde van Valencia · 
Wielerweek van Valencia · 
GP Oetingen · 
Nokere Koerse · 
Dwars door Vlaanderen · 
Brabantse Pijl · 
Clásica Féminas de Navarra · 
Veenendaal-Veenendaal Classic · 
Ronde van Thüringen · 
GP Fourmies · 
Grote Prijs van Stuttgart · 
Ronde van Emilia · 
GP Ciudad de Eibar · 
Ronde van de Drie Valleien